# Patrik Karlsson Lagemyr
Patrik Daniel Karlsson Lagemyr (Göteborg, 18 december 1996) is een Zweedse voetballer die doorgaans als Aanvallende Middenvelder of Centrumspits wordt uitgespeeld. Hij maakte in 2015 zijn debuut als prof bij IFK Göteborg waar hij al sinds het begin van zijn prof carrière speelt.

## Clubcarrière
Patrik Karlsson Lagemyr maakte op negentienjarige leeftijd zijn Europese debuut met een invalbeurt bij IFK Göteborg in een kwalificatiewedstrijd voor de UEFA Champions League.
Een week later kreeg hij zijn eerste Europese basisplaats.
Ook had hij op 30 juli 2020 een groot aandeel in de bekerwinst van zijn club IFK Göteborg toen hij op assist van zijn toenmalig ploeggenoot Victor Wernersson het eerste doelpunt voor zijn rekening nam tijdens de met 2-1 gewonnen bekerfinale tegen Malmö FF.

## Clubstatistieken
| Seizoen         | Club            | Competitie      | Competitie | Competitie | Play-offs | Play-offs | Beker | Beker | Europa | Europa | Supercup | Supercup | Totaal | Totaal |
| Seizoen         | Club            | Competitie      | Wed.       | Dlp.       | Wed.      | Dlp.      | Wed.  | Dlp.  | Wed.   | Dlp.   | Wed.     | Dlp.     | Wed.   | Dlp.   |
| --------------- | --------------- | --------------- | ---------- | ---------- | --------- | --------- | ----- | ----- | ------ | ------ | -------- | -------- | ------ | ------ |
| 2015-           | IFK Göteborg    | Allsvenskan     | 66         | 13         | —         | —         | 4     | 1     | 3      | 0      | —        | —        | 73     | 14     |
| Carrière totaal | Carrière totaal | Carrière totaal | 66         | 13         | 0         | 0         | 4     | 1     | 3      | 0      | 0        | 0        | 73     | 14     |

## Palmares
| Competitie       | Aantal       | Jaren        |              |              |
| IFK Göteborg     | IFK Göteborg | IFK Göteborg | IFK Göteborg | IFK Göteborg |
| ---------------- | ------------ | ------------ | ------------ | ------------ |
| Nationaal        |              |              |              |              |
| Beker van Zweden | 1x           | 2020         |              |              |

1 Dahlberg ·
2 Salomonsson ·
3 Bångsbo ·
5 Ohlsson ·
6 Trondsen ·
7 Eriksson ·
10 Carneil ·
11 Markovic ·
12 Benediktsson ·
13 Svensson ·
14 Norlin ·
15 Hausner ·
17 Wendt  ·
19 Muçolli ·
21 Carlén ·
22 Selmani ·
23 Þórðarson ·
24 Salaou ·
28 Kåhed ·
29 Santos ·
Coach: Askou